# Junior Murvin
Junior Murvin, właśc. Murvin Junior Smith (ur. ok. 1946 w regionie Saint James, zm. 2 grudnia 2013 w Port Antonio w regionie Portland) – jamajski muzyk reggae.

## Życiorys
W 1977 roku wydał swój debiutancki album Police & Thieves, który przyniósł mu wielką popularność. Chorował na cukrzycę i nadciśnienie. Zmarł 2 grudnia 2013 roku.